# Red Norvo
Red Norvo est un vibraphoniste, xylophoniste et joueur de marimba américain, né le 31 mars 1908 à Beardstown (Illinois) et mort le 6 avril 1999 à Santa Monica (Californie).
On ne sait où placer ce praticien d'un instrument propice à des effets de virtuosité pittoresque, et dont profita d'abord le grand orchestre jazzoïde de Paul Whiteman: le xylophone. C'est en 1943 que celui-ci résolut de substituer à ses bucoliques lames de bois les plaques de métal du vibraphone.

## Biographie
À dix-sept ans, après avoir appris le piano, puis adopté le xylophone durant ses études secondaires, il se rend à Chicago, où il commence sa carrière en dirigeant un petit ensemble de marimbas: The Collegians. Marquées par divers engagements et une courte période de retour aux études, la plus grande partie des neuf années suivantes verront Norvo sous la houlette de Paul Whiteman. Vers la fin de cette période, il se marie avec une chanteuse de l'orchestre, Mildred Bailey, qui restera son épouse jusqu'en 1945. Avec elle, de 1936 à 1939, il présente un ensemble de douze exécutants, extension de l'octette sans piano (une innovation à l'époque) qu'il avait conduit en 1934, et qui comprenait déjà l'arrangeur Eddy Sauter. L'effectif comme la composition de ses groupes varieront par la suite. Deux ans après être passé au vibraphone, il entre en 1945 dans l'orchestre de Benny Goodman et passe l'année 1946 avec celui de Woody Herman. Il s'établit alors en Californie, puis revient en 1949 sur la Côte Est, où il organise un trio avec Charles Mingus ou Red Mitchell à la contrebasse, Tal Farlow puis Jimmy Raney à la guitare. Entrecoupée par des tournées (l'Europe en 1954 et 1969, L'Australie en 1956) et d'autres engagements chez Benny Goodman, la carrière de Norvo se déroulera dès lors principalement en Californie, dans le Nevada et à Las Vegas, à la tête de divers petits ensembles. Apparemment retiré des affaires au début des années 70, Norvo réapparut, talent intact, vers le milieu de cette période, enregistrant notamment avec Scott Hamilton, et participant à de nombreux concerts.
Par l'emploi très discret des amplificateurs, le jeu de Norvo au vibraphone, a gardé quelque chose de la délicatesse et de la netteté de son du xylophone, sans jamais menacer la suprématie de Lionel Hampton ni rivaliser avec Milt Jackson. Avec des conceptions identiques, les réalisations orchestrales de Norvo n'ont pas été sans portée pour les recherches qui se développèrent, parallèlement au bebop. En 1945, on lui doit une très belle séance d'enregistrement où il réunit, avec Teddy Wilson et Slam Stewart, Charlie Parker et Dizzy Gillespie,.
Cette fameuse séance est gravée sur Norvo's Fabulous Jam Sessions.

## Discographie en leader
- Knock On Wood, 1933-1937
- Wigwammin, 1938
- Vol.2: The Norvo-Mingus-Farlow Trio, 1943-1950
- Improvisations, 1944
- El Rojo, 1944-1947
- Norvo's Fabulous Jam Sessions, 1945
- Time In Is Hands, 1945
- Town Hall Concert, 1945
- Mister Swing, 1946
- 1950-1951, 1950-1951
- Move !, 1950-1951
- Red 's "X" Sessions, 1954
- Just A Mood, 1954-1957
- Collections, 1957
- Music To Listen To Red Norvo By, 1957
- Quintet with Malis Rivers & Ella Mae Morse, 1962
- Jazz Masters Series: Jazz At Smithsonian', 1981
- Just Friends, 1983

## Discographie Red Norvo Trio
- The Red Norvo Trio (The Savoy Sessions), 1950-1951
- The Red Norvo Trio, 1954
- The Red Norvo Trios, 1953-1955

## Discographie Red Norvo Quintet
- Naturally !, 1957

## Discographie Red Norvo & son orchestre
- Red Norvo & His Orchestra, 1933-1936
- Red Norvo & His Orchestra, 1936-1937
- Red Norvo & His Orchestra Featuring Mildred Bailey, 1936-1939
- Red Norvo & His Orchestra, 1937-1938
- Red Norvo & His Orchestra, 1938-1939
- Red Norvo & His Orchestra, 1939-1943
- Red Norvo & His Orchestra, 1944-1945
- Red Norvo & His Orchestra, 1945-1947